# 日本食品関連産業労働組合総連合会
日本食品関連産業労働組合総連合会（にほんしょくひんかんれんさんぎょうろうどうくみあいそうれんごうかい、略称：フード連合（フードれんごう）、英語：Federation of All Japan Foods and Tobacco Workers' Unions、略称：JFU）は、日本の食品産業界最大の労働組合連合会組織である。日本労働組合総連合会（連合）、国際食品関連産業労働組合連合会（IUF）に加盟している。

## 概要
食品産業とその関連会社の労働組合で組織されている。
1991年11月に連合加盟の全食品同盟（旧同盟系）、全たばこ（旧総評系）、食品労連（旧総評系）が統合して食品連合が結成される。
この動きとは別に、1989年12月に味の素労組を中心とした独立系の食品労協が発足し、1995年に連合に正式加盟する。その５年後の2000年12月に食品連合と食品労協によって食品連盟が誕生し、連合の加盟単位とする（食品連合と食品労協は存続）。その後、食品連盟は産別未加盟組合に参加を呼びかけるとともに、食品連合、食品労協を解散させ、2002年11月、フード連合となる。翌2003年9月には甘味労協が加わる。

## 組織
41の地区協議会と13の業種別部会で構成されている。

## 加盟組合
- Ｊ－オイルミルズ労働組合

- ＴａＫａＲａ労働組合

- アサヒビール労働組合

- 味の素労働組合

- 伊藤ハムユニオン

- キッコーマン労働組合

- キリンビール労働組合

- サッポロビール労働組合

- サントリー労働組合

- 昭和産業労働組合

- 全日本たばこ産業労働組合

- 全森永労働組合

- 日清製粉労働組合

- ニップン労働組合

- 日本ハムユニオン

- 不二家労働組合

- マルハニチロユニオン

- 明治乳業労働組合

- 雪印メグミルク労働組合

- ロッテ労働組合